# بابوزي
بابوزي (بالإيطالية: Papozze)‏ هي بلدية في مقاطعة رفيغة في منطقة فنيتة، شمال إيطاليا. تقع على بعد 50 كيلومترًا (31 ميلًا) جنوب غرب البندقية و20 كيلومترًا (12 ميلًا) جنوب شرق رفيغة.